# Arago (manga)
Pour les articles homonymes, voir Arago.
Arago - Police Investigator (AR∀GO ～ロンドン市警特殊犯罪捜査官～, Arago - London Shikei Tokushu Hanzai Sôsakan), typographié AR∀GO, est un manga fantastico-policier écrit et dessiné par Takahiro Arai. Il a été prépublié entre décembre 2009 et septembre 2011 dans le magazine Weekly Shōnen Sunday de l'éditeur Shōgakukan, et a été compilé en un total de neuf tomes. La version française est éditée par Pika Édition.
Ce manga se penche sur le folklore européen avec certains éléments de mythologie irlandaise. Beaucoup de références à William Blake, à l'occulte et à la démonologie sont présentes dans l'histoire.

## Synopsis
Dans un Londres moderne, Arago et Ewan Hunt (frères jumeaux) cherchent à retrouver Patchman, le meurtrier de leurs parents qui semblent avoir des pouvoirs venus d'un autre monde et qui est devenu peu à peu une légende locale.
Les frères Hunt se séparent pendant 13 longues années, chacun menant sa vie comme il l'entend : Ewan devient un policier de Scotland Yard, Arago pourchasse toujours Patchman en vue de venger ses parents. Mais Patchman semble avoir lui aussi un compte à régler avec nos deux frères.

## Personnages

### Personnages principaux
- Arago Hunt reçoit le pouvoir de Brionac et le bras de son frère lors de son combat avec Patchman. Patchman s'intéresse à son corps qui supporte le pouvoir de Brionac. À la suite de cet incident, il rejoint la police. Le pouvoir de Brionac est la "lance de Dieu" et permet d'accélérer, de donner vie à toute chose… Il est en réalité handicapant puisqu'il fait pourrir tout ce qu'il touche et peut blesser les gens qui l'entoure. Il permet aussi de projeter une sorte de main de lumière qui lui permet de saisir des choses à distance. Il lui permet aussi de se régénérer quand il est blessé : les parties du corps de son frère qui lui ont été implantées ne réagissent pas aussi bien que les siennes face à ce pouvoir. Ce pouvoir lui permet aussi de voir l'aura des gens et de pouvoir déceler certaines choses (éléments de personnalité, mensonges, etc.). Il cache son pouvoir aux autres, en particulier à son travail. Il se nourrit quasi exclusivement de barre chocolatée (enfant, il souhaitait être vendeur de bonbons) et se gratte toujours inconsciemment l'oreille quand il ment. Bien qu'ils se ressemblent, Arago est reconnaissable à ses cheveux blancs et à sa cicatrice entre les 2 yeux (qui apparaît au cours du manga), il porte toujours un gant pour éviter de toucher et blesser les gens après l'incident.
- Ewan Hunt meurt dans son combat contre Patchman pour protéger son frère. Petit, il s'était interposé entre Patchman et son "petit" frère, il a alors reçu une cicatrice au bras, ce même bras que recevra ensuite Arago de Patchman. Pour le reconnaître, il est comme Arago en plus calme, il a les cheveux bruns et porte des lunettes. Il admire son frère pour sa ténacité et son courage mais souhaite avant tout le protéger. Il a toujours voulu être policier pour aider les autres. C'est un policier très respecté.
- Patchman est un être monstrueux, son corps est en pièce et il tue pour récupérer les "pièces de rechange" pour son corps. Il est le "roi de la ville". Il a transmis une partie du pouvoir de Brionac dans le corps d'Arago en vue de s'y implanter mais ça s'est retourné contre lui.
- Rio Butler est une amie d'enfance des frères Hunt. Sa mère étant japonaise, elle part vivre au Japon pendant son enfance mais elle n'oublie pas Ewan dont elle est amoureuse. Arago aime l'appeler "Rio la pleurnicharde" parce qu'elle pleure beaucoup. Elle s'est engagée elle aussi dans la police et a rejoint une section spéciale armée à Londres où elle retrouve Arago après la mort d'Ewan.
- Joe Sullivan est le patron et mentor d'Arago dans la police (inspecteur en chef), il est le premier à lui faire confiance et à lui permettre de rejoindre son équipe. Il enquête depuis plus de 13 ans sur les crimes de Patchman, celui-ci a assassiné son coéquipier à la suite d'une erreur de sa part et il s'en veut beaucoup. Il a créé l'unité des crimes spéciaux (ou équipe d'investigation des crimes spéciaux) à laquelle Rio puis Arago ont adhéré. Il adore toucher les fesses des jolies femmes en général mais aussi celles des membres de son unité.
- Seth Stalinger est un jeune lycéen qui a vendu son âme en échange de pouvoir, il veut obtenir le pouvoir de Brionac. D'abord, il s'en prend à Arago, puis il fait équipe avec celui-ci pour vaincre Patchman qui est de retour, et jure de tuer Arago et lui prendre Brionac si celui-ci ne fait rien pour tuer Patchman. Sous ses airs doux et timide, il peut s'avérer très fort. Son autre nom est "Orc de la répression et de la révolution", son pouvoir reçu par le Diable en tant qu'humain est celui de l'oppression et de la répression. Il fait apparaître la corne de la victoire "Sluagh Ghairm", elle lui permet de compresser et de libérer de l'espace. Il aime citer des passages d'œuvres de William Blake. Il rejoint la cafétéria de la police pour se rapprocher d'Arago. Il appelle toujours Arago "M. le Policier/Détective".
- Gharivega / Vega / Beggar est une créature squelettique qu'Arago a dû affronter au début (surnommé alors Galley Beggar), mais qui s'est montré être d'une grande aide pour Arago. De nature opportuniste, il se joint à Arago et s'attache à lui. Il ne peut être vu d'aucun humain, et est un peu pervers. Il s'attache beaucoup à Rio, mais ses actes pervers attirent parfois quelques ennuis à Arago.
- Coco Sullivan et Colo est une jeune policière qui a été formée à l'académie policière en même temps qu'Arago, elle est devenue maître chien, mais son chien Colo ne semble pas très obéissant. Ils forment ensemble l'équipe des double C (initiales de leurs noms respectif). Coco possède une aura qui est très scintillante ce qui est difficile à supporter pour Arago, Colo est un Blood Hound qui peut voir les êtres invisibles (comme Vega) et qui est friand de barres chocolatées (celle d'Arago en particulier). Au début, Colo n'appréciait pas Arago (son aura héritée de Patchman en réalité), en revanche, Coco l'aime beaucoup, son regard pensif d'homme blessé lui fait penser à celui de son père adoptif (qui n'est autre que Joe Sullivan ! Elle est la fille de Rupert, le partenaire tué par Patchman "à cause de" Joe).
- Les 4 cavaliers de l'apocalypse. Lucian et Hades est un allié de Patchman qui porte toujours des habits léopard, il s'amuse à donner des points à tout et à tout le monde en fonction de ce qu'ils disent ou font. Son chien Hades possède certains pouvoirs lui aussi, il arrive à se camoufler et surgir directement du sol (en utilisant les ombres ?). "Lucian le grand cavalier pâle" est un des 4 cavaliers de l'apocalypse, celui de la mort ou du bétail. Il est armé d'une guitare électrique qui lui permet de contrôler l'électricité (la faux électrique est une de ses attaques courantes), il se qualifie lui-même de "slider". En combinant son énergie avec celle d'Hades, il peut produire des attaques impressionnantes. Il existerait aussi les cavaliers de la famine et de la guerre.

### Personnages secondaires
- Shannon : un ancien parmi les policiers.
- Larry : le rival d'Ewan au sein de la police qui prend rapidement Arago en grippe.
- Alfred Millar : il a intégré la police alors que Joe Sullivan et Rupert étaient très populaire. Il admirait particulièrement Joe. Il occupe le poste de super intendant (qui selon Alfred serait revenu à Joe s'il n'avait pas été obnubilé par le Patchman).

## Liste des volumes
| no | Japonais          | Japonais          | Français          | Français          |
| no | Date de sortie    | ISBN              | Date de sortie    | ISBN              |
| --- | ----------------- | ----------------- | ----------------- | ----------------- |
| 1 | 18 mars 2010      | 978-4-09-122228-2 | 31 octobre 2012   | 978-2-8116-0960-3 |
| Liste des chapitres : - Ch. 1 : Arago et Ewan - Ch. 2 : La force de la malédiction - Ch. 3 : Rio - Ch. 4 : La destination du bus fantôme - Ch. 5 : Ce que je veux protéger |                   |                   |                   |                   |
| Introduction de l'histoire : Retrouvailles entre Arago et Ewan mais aussi avec Patchman. Après la mort d'Ewan, Arago fait ce qu'il peut pour devenir un bon flic à l'image de son frère, mais ce n'est pas gagné... Il rencontre une petite fille Nina qui cherche à empêcher de nuire Galley Beggar, un squelette luisant qui effraie les gens et provoque ainsi des accidents. Des accidents de bus étranges se produisent à Londres. Arago retrouve à ce moment-là une amie d'enfance "Rio la pleurnicharde" qui revient du Japon et est bouleversée par la mort d'Ewan. Suite de l'affaire des accidents de bus : Arago a compris le pourquoi de ces accidents, mais arrivera-t-il à empêcher Rio de monter dans un de ces bus mortels ? Les accidents de bus sont arrêtés mais est-ce vraiment fini ? Le "conducteur" des bus n'en a pas terminé, et Rio se trouve être une fois encore sa cible… |                   |                   |                   |                   |
| 2 | 18 juin 2010      | 978-4-09-122326-5 | 2 janvier 2013    | 978-2-8116-1074-6 |
| Liste des chapitres : - Ch. 6 : L'ombre d'Ewan - Ch. 7 : L'original - Ch. 8 : La vérité exposée - Ch. 9 : Vim Patior - Ch. 10 : Le second cas - Ch. 11 : Eminence grise - Ch. 12 : Le trésor d'Erin - Ch. 13 : La force de Brionac - Ch. 14 : La pointe de flèche des fées - Ch. 15 : Le musée gris |                   |                   |                   |                   |
| Arago est épuisé, depuis la mort du Patchman, beaucoup de créatures agissent dans Londres et il y passe tout son temps libre. Alors qu'il vient de monter en grade rejoignant l'ancienne équipe de son frère (Joe Sullivan l'a pris sous son aile), voilà que des crimes étranges sembleraient être commis par son défunt frère… Rio reçoit l'appel de Rio qui lui apprend qu'elle se trouve face à Ewan, bel et bien en vie ! Arago se précipite pour voir ce qu'il en est de ses propres yeux. Arago n'est pas tombé dans le piège du change forme, mais Rio s'est fait enlever par le faux Ewan. Le voilà confronté à 2 Rio : laquelle est la vraie? Arago a du mal à s'intégrer dans l'équipe, Larry lui pose quelques problèmes en le mettant à l'écart. Cependant une autre affaire se dévoile et Arago Hunt et Joe Sullivan sont les seuls policiers disponibles pour enquêter sur cette affaire. Un meurtre ritualisé d'une jeune lycéenne avec l'écriture "Vim Patior" sur les lieux du crime. Rio se joint à l'enquête sur ce crime occulte. Joe, Rio et Arago enquêtent au lycée de la jeune lycéenne tuée, ils y rencontrent un professeur (M. Ames/Eames) qui semblent impliquer dans cette affaire. Plus surprenant, Seth Stalinger un jeune lycéen qu'Arago a rencontré alors qu'il se faisait tourmenter par une bande semble lui aussi impliquer sous l'emprise de son professeur. Arago s'est fait capturer alors qu'il était en planque avec Rio et Joe, il s'apprête à être sacrifié par Ames et les membres de sa secte pour Dieu, Ames semble se croire investi de pouvoir donner par Dieu et veut purifier et punir les gens qui persécute ses étudiants. Seth semble faire aussi partie de cette secte. Rio et Joe vont-ils le trouver à temps ? À la suite de l'interpellation d'Ames et de sa secte, le bâtiment s'est effondré laissant Seth et Arago isolé dans les décombres... Mais il semblerait que Seth soit possédé et il attaque Arago ! L'Orc de la répression et de la révolution se révèle être celui qui a donné des pouvoirs à Ames. Durant le combat, il révèle à Arago des informations sur le pouvoir qu'il a reçu de Patchman : ce n'est pas un pouvoir qui absorbe la vie, au contraire il la donne ; et à trop en donner, ça flétrit et vieillit puis meurt... Arago réussit à contre-attaquer, il essaie d'expulser du corps de Seth cet être « l'Orc de la répression et de la révolution ». Il en apprend alors encore plus sur son pouvoir, son origine et de son fonctionnement : le pouvoir de Brionac lui a été transmis de Patchman ! Arago ayant foncé tête baissée, Joe n'arrive plus à lui faire confiance alors qu'il accorde si peu d'importance à sa vie. Alors qu'une affaire de meurtre où l'on retrouve des pointes de flèche sur les lieux et des témoignages d'un petit homme présent à chaque fois sur les lieux, Arago est mis à l'écart par Joe. L'homme qu'Arago remplaçait dans l'équipe semble rétabli et ses heures au sein de l'équipe semble bel et bien compter ! Il décide d'enquêter de son côté, et retrouve par hasard le squelette luisant qui a attaqué Nina : Gharivega. Celui-ci permet à Arago de progresser dans son enquête. Arago retrouve le petit homme qui était toujours présent sur les lieux des crimes, il l'enlève sous les yeux de Joe. Il s'avère que le petit homme est un Leprechaun qui s'est fait voler son arme de défense par un humain. Alors qu'il recherche qui peut bien être cet humain, Arago est entrainé dans une pièce réservée à Joe appelé "musée gris" par ses collègues où il découvre beaucoup d'archives sur Patchman, y compris des documents sur lui et Ewan. |                   |                   |                   |                   |
| 3 | 17 septembre 2010 | 978-4-09-122528-3 | 20 mars 2013      | 978-2-8116-1107-1 |
| Liste des chapitres : - Ch. 16 : Le passé de Joe - Ch. 17 : Les raisons de ne pas abandonner - Ch. 18 : Travail d'équipe - Ch. 19 : Je suis désolé - Ch. 20 : Le retour du roi - Ch. 21 : Résurrection - Ch. 22 : Le don divisé - Ch. 23 : C'est vraiment lui - Ch. 24 : Les prédictions de Seth - Ch. 25 : Coco & Colo |                   |                   |                   |                   |
| Ayant pénétré dans le musée gris de Joe, Arago et Rio découvrent le lourd passé de Joe et de son partenaire Rupert. Ils enquêtaient sur Patchman. Joe débarque dans le musée gris et interrompt le récit de son enquête sur Patchman. Il questionne Arago sur son avancée dans l'enquête qu'il n'aurait pas dû faire, il l'accuse d'être « l'homme à la capuche » qui a enlevé le Leprechaun sous ses yeux, il l'accuse d'être Patchman ! Après le récit du meurtre de Rupert par Patchman à cause d'un Joe qui refusait de travailler en équipe; Arago s'insurge et revendique son droit à foncer pour qu'il n'y ait pas eu tant de morts pour rien. Guidé par le Leprechaun, il fonce alors tête baissée et seul retrouver l'humain qui a volé les pointes de flèche des fées. Joe a réussi à rejoindre Arago et les voilà qui combattent ensemble un monstre (à la suite d'une trop longue exposition aux pointes de flèche des fées). Arago ne peut utiliser ses pouvoirs en présence de Joe, comment peut il s'y prendre alors? De retour dans les bonnes grâces de Joe après avoir arrêté ensemble le meurtrier aux pointes de flèche, Joe explique à lui et à Rio l'existence d'une unité d'investigation contre les crimes spéciaux visant principalement à lutter contre Patchman. Rio y adhère immédiatement, mais Arago s'y refuse ne voulant pas poursuivre quelqu'un qu'il a déjà tué. Le meurtre de Ames porte la signature des crimes de Patchman, serait-il de retour ? C'est ce que pense Rio et Joe, quant à Arago, il soupçonne Seth. Mais celui-ci réapparait et l'attaque... Patchman et Ewan se trouvent face à Arago, est-ce encore des change-formes envoyés par Seth ? Lucian, qui serait un cavalier de l'apocalypse de la mort, les accompagne aussi, Seth ne semble pas être un de ses alliés. Non seulement, Patchman semble bel et bien en vie mais Ewan aussi, mais sa vie dépend de la survie de Patchman… Patchman a conservé une partie de ses pouvoirs : le Brionac noir. Arago a rejoint l'équipe des crimes spéciaux et Seth veut s'allier à lui pour s'emparer du Brionac noir. Il s'est donc rendu à la police et y travaille à présent en tant que volontaire, il travaille à la cafétéria et est déjà très populaire. Coco (collègue d'Arago à l'académie de police) et son chien Colo enquêtent sur une affaire de disparition sur les rives de la Tamise. L'équipe des crimes spéciaux s'y intéressent également de près… |                   |                   |                   |                   |
| 4 | 17 décembre 2010  | 978-4-09-122700-3 | 2 mai 2013        | 978-2-8116-1043-2 |
| Liste des chapitres : - Ch. 26 : Pas mauvais - Ch. 27 : Rendez vous un jour de repos - Ch. 28 : Dis moi - Ch. 29 : Même si je... - Ch. 30 : Ne la touches pas - Ch. 31 : Hors de contrôle - Ch. 32 : Prendre soin de moi! - Ch. 33 : Le monstre légendaire - Ch. 34 : Un tout autre niveau - Ch. 35 : Contre mesure |                   |                   |                   |                   |
| Coco n'essaie plus de forcer Colo à lui obéir en maitre chien et plonge seule dans la rivière pour rattraper une voiture qui se fait bizarrement aspirer au fond de l'eau. Alors qu'Arago a un jour de repos, il croise une dame qui est persuadée qu'il est Ewan, Ewan a été adorable avec elle et il lui avait promis un rendez-vous ; finalement, c'est Arago qui honorera cette promesse… Alors que la division des crimes spéciaux s'occupe de l'arnaque de la Vierge qui pleure, Rio surprend encore Arago à mentir, et Seth ne fait qu'envenimer les choses. C'est alors que Lucian, un des cavaliers de l'apocalypse passe à l'action… Lucian se déchaine : après s'être amusé à faire dérailler un train, il a jeté son dévolu sur Rio. Celle-ci, énervée contre Arago qui la tient à l'écart de l'enquête sur Patchman, est déterminée à faire progresser l'enquête... Rio a accepté de suivre Lucian à condition qu'il lui révèle des informations sur Patchman. Comprenant qu'il est réellement impliqué dans l'affaire, elle tente d'appeler des renforts... mais se fait surprendre par Lucian… Arago et Rio ont pu distancer Lucian en prenant le métro, mais celui-ci l'a arrêté et il ne semble y avoir aucune échappatoire pour nos héros… Seth est venu à la rescousse d'Arago, Lucian a saboté les freins du métro et s'est enfui, laissant nos héros avec les passagers dans une rame de métro folle qui ne fait qu'accélérer… comment pourront-ils s'en sortir ? Arago et Seth ont réussi à sauver les passagers et Rio décide de pardonner tous les mensonges d'Arago, mais une attaque en ville mobilise à nouveau notre équipe : une « ombre noire » rôde et dévore toute la viande qui est sur son passage… Arago tombe nez à nez avec un énorme loup garou dans un abattoir, ses pouvoirs peuvent-ils quelque chose contre ce gros carnivore légendaire ? Ayant perdu face au loup garou, Arago persiste à chercher un moyen de le vaincre… Il lui prépare donc un piège à sa mesure ! |                   |                   |                   |                   |
| 5 | 18 mars 2011      | 978-4-09-122799-7 | 17 juillet 2013   | 978-2-8116-1179-8 |
| Liste des chapitres : - Ch. 36 : Deux bêtes de combat - Ch. 37 : L'effet machin-truc - Ch. 38 : Tristesse - Ch. 39 : Le cavalier noir - Ch. 40 : Machine de combat - Ch. 41 : Courbe - Ch. 42 : Sous-sol - Ch. 43 : Sauvetage - Ch. 44 : Fureur - Ch. 45 : Monstrueux |                   |                   |                   |                   |
| 6 | 17 juin 2011      | 978-4-09-123004-1 | 18 septembre 2013 | 978-2-8116-1223-8 |
| Liste des chapitres : - Ch. 46 : L'autre monde - Ch. 47 : Détermination - Ch. 48 : Les trésors mythiques - Ch. 49 : Le Cavalier Blanc - Ch. 50 : Sur la piste du trésor - Ch. 51 : La chanson - Ch. 52 : Accélération - Ch. 53 : Dilemme - Ch. 54 : Hésitation - Ch. 55 : L'épée magique |                   |                   |                   |                   |
| 7 | 16 septembre 2011 | 978-4-09-123247-2 | 13 novembre 2013  | 978-2-8116-1288-7 |
| Liste des chapitres : - Ch. 56 : Incomparable - Ch. 57 : Claiomh Solais - Ch. 58 : Un nouvel allié - Ch. 59 : Fumier - Ch. 60 : L'exécuteur - Ch. 61 : L'unique espoir - Ch. 62 : Les prémices du désespoir - Ch. 63 : Gogmagog - Ch. 64 : Le cortège de la mort - Ch. 65 : Convictions |                   |                   |                   |                   |
| 8 | 18 novembre 2011  | 978-4-09-123388-2 | 15 janvier 2014   | 978-2-8116-1336-5 |
| Liste des chapitres : - Ch. 66 : Le sauveur - Ch. 67 : Le dernier repas - Ch. 68 : Coup d'envoi - Ch. 69 : Embuscade - Ch. 70 : La cible - Ch. 71 : Camarade de combat - Ch. 72 : Fierté - Ch. 73 : Destruction - Ch. 74 : Terreur - Ch. 75 : La louve |                   |                   |                   |                   |
| 9 | 18 janvier 2012   | 978-4-09-123518-3 | 19 mars 2014      | 978-2-8116-1392-1 |
| Liste des chapitres : - Ch. 76 : Promesse - Ch. 77 : Les quatre germes - Ch. 78 : Duel dans la pierre - Ch. 79 : Déséquilibre - Ch. 80 : Transmission - Ch. 81 : L'humanité - Ch. 82 : L'affrontement fatidique - Ch. 83 : Fils - Ch. 84 : Merci - Dernier épisode : Tous ensemble |                   |                   |                   |                   |